# George Adamski
George Adamski (n 17 aprilie 1891, Polonia – d. 23 aprilie 1965, Maryland, Statele Unite) a fost un ufolog american de origine poloneză. În 1893 a emigrat în SUA împreună cu familia. A fost pasionat de astronomie, fotografie și filosofie, fiind foarte popular în anii 1950 când afirma că a fost contactat de venusieni și că a călătorit la bordul unor OZN-uri. Relatările sale au fost considerate (de Brian Ash de exemplu) drept povestiri științifico-fantastice:
- Flying Saucers Have Landed (1953), British Book Centre, ISBN 978-0-85435-180-0
- Inside the Space Ships (1955), Abelard-Schuman, OCLC 543169
- [The Strange People, Powers, Events] Behind the Flying Saucer Mystery (1967), Warner Paperback Library, OCLC 4020003